# George William Featherstonhaugh

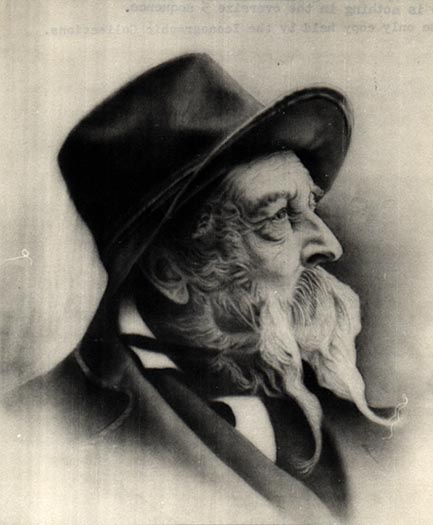
George William Featherstonhaugh.

George William Featherstonhaugh /ˈfænʃɔː/ (1780-1866) es el primer geólogo en la historia de los Estados Unidos de América. Nació en Londres, Inglaterra y murió en Le Havre, Francia. Recibió educación en la Universidad de Oxford. Fue miembro de la Geological Society of London y de la Royal Society of London.
Sus años de juventud los pasó en los Estados Unidos de América realizando mapas y exploraciones geológicas para el gobierno y particularmente para el Departamento de Guerra, en la zona oeste de ese territorio (que en la época incluía territorios que pertenecían a otros países); pero que el gobierno de los Estados Unidos guardó para construir un primer mapa de su territorio completo en 1887, cincuenta años después de los levantamiento hechos por Featherstonhaugh. Debido a su profundo conocimiento de la zona, el gobierno del Reino Unido lo comisionó para delinear la frontera norte de los Estados Unidos de América y lo que hoy es Canadá, bajo el Tratado Webster-Ashburton. Debido a este trabajo, ejecutado a satisfacción, fue nombrado cónsul británico en los Departamentos de Calvados y Sena en Francia. 
En 1831 George William Featherstonhaugh, cuando aún residía en América, inició la publicación del Monthly American Journal of Geology and Natural Science, una de las primeras revistas científicas de los Estados Unidos de América. Featherstonhaugh abogó a favor de Andrés Manuel del Río en la controversia sobre el nombre del elemento químico eritronio, oficialmente conocido como vanadio. Featherstonhaugh propuso, sin éxito, que el elemento fuera llamado rionio.

## Obra escrita
Los trabajos escritos de George William Featherstonhaugh están caracterizados por su vigor, claridad y rigor. Escribió sobre temas de política, estadística y geología. Entre sus obras destacan:
- Una traducción de "La República" de Cicerón (New York, 1828);
- "Geological Report of the Elevated Country between the Missouri and Red Rivers" (Washington, 1835);
- "Geological Reconnoissance in 1835 from Green Bay to Coteau de Prairie" (1836);
- "Observations on the Ashburton Treaty" (London, 1842); '
- "Excursion through the Slave States" (New York, 1844);
- "Canoe Voyage up the Minnay Sotor" (2 vols., London, 1847). En línea aquí